# غيلبرت كلايتن
غيلبرت كلايتن (بالإنجليزيّة: Gilbert Clayton؛ 1875 - 1929) هو ضابط استخبارات بريطاني ومسؤول استعماري، عمل في عدّة بلدان في الشرق الأوسط في أوائل القرن العشرين. كان ضابط مخابرات في مصر أثناء الحرب العالمية الأولى، كما أشرف على الأفراد الذين قاموا بالثورة العربية الكبرى ضد العثمانيين. كان مسؤولًا إدرايًا في العشرينيّات من القرن العشرين في كل من الانتداب البريطاني على فلسطين والعراق بالإضافة لشبه الجزيرة العربية، وساعد في مناقشات ترسيم حدود البلدان العربيّة التي أصبحت تُعرف فيما بعد باسم الأردن، السعودية، سوريا، والعراق، فلسطين

## الحياة المهنية
عمل كلايتن خلال الحرب العالميّة الأولى في استخبارات الجيش البريطاني في القاهرة، وخدم في المكتب العربي المُشكَّل حديثًا آنذاك. أرسل في عام 1914 مذكرةً سريّةً إلى اللورد هربرت كتشنر، اقترح فيها أن تعمل بريطانيا مع العرب للإطاحة بحكّامهم العثمانيين. أصبح مديرًا للمخابرات، كما رُقيَّ إلى رتبة عميد. عمل في هذا المنصب مع العديد من الأشخاص الذين ساعدوا في إشعال الثورة العربيّة الكبرى ضد العثمانيين.

كلايتن خلال لقاء مع قادة الكنائس في القدس عام 1922.

عمل كلايتن بعد الحرب كمستشار للحكومة المصريّة، ثم في الإدارة الاستعماريّة في الانتداب البريطاني على فلسطين. شغل منصب السكرتير المدني في فلسطيّن من عام 1922 إلى عام 1925، كما كان وفي ذلك الوقت المفوض السامي بالإنابة لفترة وجيزة. ثم شارك في مفاوضات مع الحكام العرب بشأن معاهدة جدة (1927). كان مبعوثا إلى سلطان نجد عبد العزيز آل سعود، كما كُلِّف للقيام ببعثة إلى اليمن للتفاوض مع حاكمها الإمام يحيى حميد الدين. أصبح عام 1928 المفوض السامي للانتداب البريطاني على العراق. شارك كلايتون في مفاوضات بشأن معاهدة أنجلو عراقية جديدة. أدّت وفاته غير المتوقعة عام 1929 بسبب نوبة قلبية إلى تأخير الأمور، إلا أن توقيع المعاهدة الجديدة تم في نهاية المطاف في ذات العام.

## وصلات خارجية
- غيلبرت كلايتن، ج. توتنجي، موسوعة الشرق الأوسط وشمال أفريقيا، آب/ أغسطس 2004 (بالإنجليزية)
- السير غيابرت كلايتن، معجم أكسفورد للسير الذاتية الوطنية (بالإنجليزية)